# Game Rai Game Rak
Game Rai Game Rak (em tailandês:  เกมร้ายเกมรัก; RTGS: Kem Rai Kem Rak) é uma telenovela tailandesa exibida pela Channel 3 entre 28 de outubro a 11 de dezembro de 2011, com um total de 21 episódios. É estrelada por Nadech Kugimiya e Urassaya Sperbund.

## Enredo
Saichon (Nadech Kugimiya) é um morador da ilha Min. Um dia, ele encontra Fahlada (Urassaya Sperbund), uma garota que está inconsciente na praia. Quando ela acorda, ele percebe que ela perdeu todas as suas memórias, então ele passa a cuidar dela e a nomeia como Nang Fah, que significa anjo em tailandês. Os dois eventualmente se apaixonam um pelo outro, mas Chompooprae (Natwara Wongwasana), irmã adotiva de Fahlada, que precisa dela para obter sucesso nos negócios de sua família adotiva, a encontra e consegue a trazer de volta para Bancoque. Após receber tratamento intensivo para recuperar suas memórias perdidas, Fahlada perde suas memórias sobre Saichon e tudo durante o tempo que ela estava desaparecida na ilha de Min. 
Anos depois, Saichon que havia decidido ir a Bancoque procurar Fahlada, retorna a Tailândia sob o nome de Charles e como o CEO de uma companhia aérea. Devido aos negócios, ele conhece Chompooprae, que se apaixona a primeira vista por ele, embora esteja noiva. Ela o apresenta a sua irmã Fahlada, que trabalha em uma agência de publicidade. A mágoa e a raiva de Saichon afloram, porque ela não se lembra dele e por considerar isso como sendo proposital da parte dela, ele inicia seu jogo de vingança.

## Elenco

### Principal
- Nadech Kugimiya como Saichon/Charles
- Urassaya Sperbund como Fahlada/Nang Fah
- Natwara Wongwasana como Chompooprae, irmã adotiva de Fahlada
- Tanawat Wattanaputi como Dr.Wattana

### De apoio
- Savitree Suttichanond como Mami
- Methus Treewattanawareesin como James
- Chotika Wongwilas como Plernta
- Pisanu Nimsakul como Sahat
- Chalermpol Thikamporntheerawong como Taeloy
- Wut Surinthorn como Thongthai
- Kajanathaneeya Srirojwattana como Suay
- Kluay Chernyim como Sala
- Paweena Charivsakul como Saengdao
- Panyapol Dejsong como Yasa
- Wiyada Umarin como Pirka
- Theerachart Theerawittayangkool como Nara
- Sripan Boonnak como Areefa
- Baromwut Hiranyatsathiti como Veeradech
- Duangjai Hathaikarn como Aunt Niam
- Peter Thunasatra como Michael